# 시로이시시
시로이시시(일본어: 白石市)는 일본 미야기현 최남단의 자오 연봉 기슭에 있는 시이다.

## 지리
미야기현 최남단에 위치하고 서남쪽에서 북동쪽을 향해 시로이시강이 흐른다.

## 역사
고대부터 간토 지방에서 오우(도호쿠 지방)로 이어지는 히가시 가도의 입구에 위치해 교통의 요충지였다. 가마쿠라 시대부터 무로마치 시대까지 갓타군을 다스리던 호족인 시라이시씨가 지배했다. 무로마치 시대 말기에는 무쓰국의 센고쿠 다이묘 다테씨의 지배하에 놓였다.
다테 마사무네가 도요토미 히데요시에 복속해 히데요시의 일본 통일이 완성되면서 히데요시는 가모 우지사토에게 아이즈에 영지를 주었다. 우지사토 사후 그 영지를 우에스기 가게카쓰가 계승해 시로이시는 우에스기 120만 석의 일부가 되었다. 도요토미 히데요시 사후에 다테 마사무네는 도쿠가와 이에야스의 정권 탈취에 협력했다. 그는 세키가하라 전투 이후 우에스기 가게카쓰로부터 시로이시성을 강탈하고 시로이시에 측근인 가타쿠라 가게쓰나를 입성시킴으로써 시로이시는 센다이번의 일부가 되었다. 이후 시로이시는 260년 간 가타쿠라씨의 성시로 번창했다.
보신 전쟁 패배로 시로이시를 포함한 센다이번 남부의 5개 군은 일시적으로 난부씨의 영지가 되었다. 이후 시로이시현, 가쿠다현을 거쳐 미야기현에 속하게 되었다.
- 1889년 4월 1일 - 정촌제 시행과 함께 갓타군 시로이시정, 오다이라촌, 사이카와촌, 고스고촌, 오타카사와촌, 시라카와촌, 후쿠오카촌, 오바라촌이 성립하였다.
- 1954년 4월 1일 - 갓타군 시로이시정, 오다이라촌, 사이카와촌, 고스고촌, 오타카사와촌, 시라카와촌, 후쿠오카촌이 합병해 시로 승격하였다.
- 1957년 3월 31일 - 갓타군 오바라촌을 편입하였다.

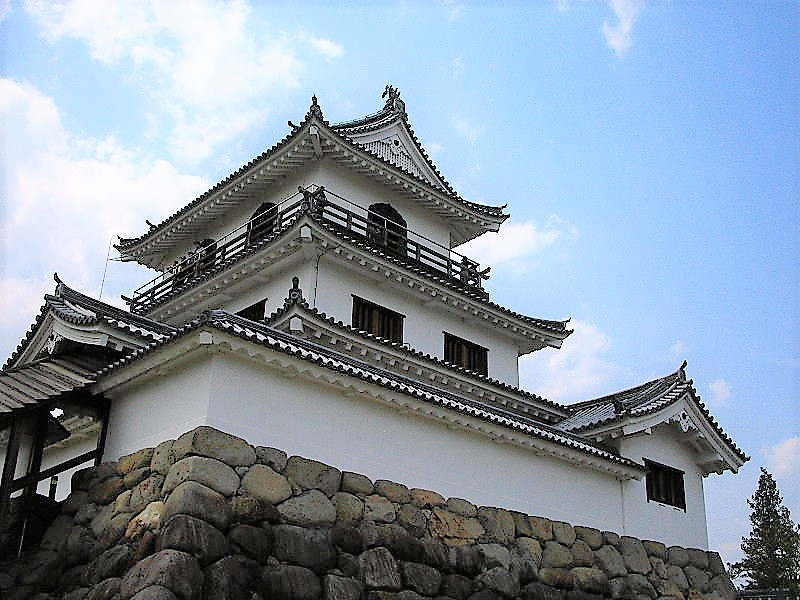
시로이시성

## 교통

### 철도
- 동일본 여객철도
  - 도호쿠 신칸센
  - 도호쿠 본선

### 도로
- 도호쿠 자동차도
- 국도 4호선
- 국도 113호선
- 국도 457호선(일본어판)

## 인구
| 연도 | 인구   | ±%     |
| ---- | ------ | ------ |
| 1920 | 31,285 | —      |
| 1930 | 34,051 | +8.8%  |
| 1940 | 34,796 | +2.2%  |
| 1950 | 44,871 | +29.0% |
| 1960 | 43,911 | −2.1%  |
| 1970 | 40,886 | −6.9%  |
| 1980 | 41,725 | +2.1%  |
| 1990 | 42,262 | +1.3%  |
| 2000 | 40,793 | −3.5%  |
| 2010 | 37,422 | −8.3%  |

## 기후
| 시로이시시의 기후                                            | 시로이시시의 기후 | 시로이시시의 기후 | 시로이시시의 기후 | 시로이시시의 기후 | 시로이시시의 기후 | 시로이시시의 기후 | 시로이시시의 기후 | 시로이시시의 기후 | 시로이시시의 기후 | 시로이시시의 기후 | 시로이시시의 기후 | 시로이시시의 기후 | 시로이시시의 기후 |
| 월                                                           | 1월               | 2월               | 3월               | 4월               | 5월               | 6월               | 7월               | 8월               | 9월               | 10월              | 11월              | 12월              | 연간              |
| ------------------------------------------------------------ | ----------------- | ----------------- | ----------------- | ----------------- | ----------------- | ----------------- | ----------------- | ----------------- | ----------------- | ----------------- | ----------------- | ----------------- | ----------------- |
| 역대 최고 기온 °C (°F)                                       | 16.3 (61.3)       | 20.6 (69.1)       | 23.4 (74.1)       | 30.1 (86.2)       | 33.0 (91.4)       | 34.6 (94.3)       | 36.9 (98.4)       | 36.7 (98.1)       | 35.2 (95.4)       | 30.3 (86.5)       | 24.5 (76.1)       | 19.5 (67.1)       | 36.9 (98.4)       |
| 일평균 최고 기온 °C (°F)                                     | 5.2 (41.4)        | 6.2 (43.2)        | 9.9 (49.8)        | 16.0 (60.8)       | 21.0 (69.8)       | 23.6 (74.5)       | 26.8 (80.2)       | 28.3 (82.9)       | 24.8 (76.6)       | 19.7 (67.5)       | 14.0 (57.2)       | 8.1 (46.6)        | 17.0 (62.5)       |
| 일일 평균 기온 °C (°F)                                       | 1.2 (34.2)        | 1.7 (35.1)        | 4.7 (40.5)        | 10.2 (50.4)       | 15.5 (59.9)       | 19.0 (66.2)       | 22.5 (72.5)       | 23.7 (74.7)       | 20.1 (68.2)       | 14.5 (58.1)       | 8.6 (47.5)        | 3.6 (38.5)        | 12.1 (53.8)       |
| 일평균 최저 기온 °C (°F)                                     | −2.7 (27.1)       | −2.6 (27.3)       | −0.3 (31.5)       | 4.6 (40.3)        | 10.5 (50.9)       | 15.0 (59.0)       | 19.1 (66.4)       | 20.2 (68.4)       | 16.2 (61.2)       | 9.9 (49.8)        | 3.6 (38.5)        | −0.7 (30.7)       | 7.7 (45.9)        |
| 역대 최저 기온 °C (°F)                                       | −11.2 (11.8)      | −11.6 (11.1)      | −8.0 (17.6)       | −5.0 (23.0)       | 1.7 (35.1)        | 6.3 (43.3)        | 10.4 (50.7)       | 11.2 (52.2)       | 6.0 (42.8)        | −0.8 (30.6)       | −5.2 (22.6)       | −11.6 (11.1)      | −11.6 (11.1)      |
| 평균 강수량 mm (인치)                                        | 50.8 (2.00)       | 36.6 (1.44)       | 71.0 (2.80)       | 96.0 (3.78)       | 99.3 (3.91)       | 146.6 (5.77)      | 188.2 (7.41)      | 186.0 (7.32)      | 197.0 (7.76)      | 146.1 (5.75)      | 59.7 (2.35)       | 50.2 (1.98)       | 1,327.2 (52.25)   |
| 평균 강설량 cm (인치)                                        | 43 (17)           | 33 (13)           | 16 (6.3)          | 1 (0.4)           | 0 (0)             | 0 (0)             | 0 (0)             | 0 (0)             | 0 (0)             | 0 (0)             | 0 (0)             | 15 (5.9)          | 109 (43)          |
| 평균 강수일수 (≥ 1.0 mm)                                     | 7.8               | 6.5               | 8.9               | 8.4               | 9.3               | 12.2              | 14.4              | 12.4              | 12.7              | 9.3               | 7.4               | 8.7               | 118               |
| 평균 강설일수 (≥ 3 cm)                                       | 5.3               | 4.0               | 1.7               | 0.1               | 0                 | 0                 | 0                 | 0                 | 0                 | 0                 | 0                 | 2.1               | 13.2              |
| 평균 월간 일조시간                                           | 142.6             | 154.7             | 178.6             | 193.6             | 195.2             | 142.6             | 123.3             | 140.6             | 121.9             | 141.7             | 146.8             | 135.3             | 1,818.6           |
| 출처: 일본 기상청 (평년값: 1991년~2020년, 극값: 1976년~현재) |                   |                   |                   |                   |                   |                   |                   |                   |                   |                   |                   |                   |                   |

## 자매 도시
- 일본 홋카이도 삿포로시 시로이시구
- 일본 홋카이도 노보리베쓰시
- 일본 가나가와현 에비나시
- 오스트레일리아 허스트빌

## 관광
- 시로이시성